# Lista de partidos políticos em Portugal por representação
Esta é uma lista de partidos, coligações e agremiações políticas de Portugal por sua representação histórica nos órgãos eletivos.

## Assembleia da República
| Nome | Nome                                             | abrev.  | fund. | 1.ª rep. | últ. rep.  | diss. | máx. rep.       |
| ---- | ------------------------------------------------ | ------- | ----- | -------- | ---------- | ----- | --------------- |
|      | Bloco de Esquerda                                | B.E.    | 1999  | 1999     | (presente) |       | 19 (2015)       |
|      | Partido Comunista Português                      | PCP     | 1921  | 1975     | (presente) |       | 44 (1979)       |
|      | Partido Ecologista "Os Verdes"                   | PEV     | 1982  | 1983     | 2022       |       | 2 (1987)        |
|      | Partido Socialista                               | PS      | 1973  | 1975     | (presente) |       | 121 (2005)      |
|      | Pessoas–Animais–Natureza                         | PAN     | 2011  | 2015     | (presente) |       | 4 (2019)        |
|      | Partido Social Democrata                         | PPD/PSD | 1974  | 1975     | (presente) |       | 148 (1987)      |
|      | Iniciativa Liberal                               | IL      | 2017  | 2019     | (presente) |       | 8 (2022)        |
|      | CDS – Partido Popular                            | CDS–PP  | 1974  | 1975     | 2022       |       | 46 (1980)       |
|      | CHEGA!                                           | CH      | 2019  | 2019     | (presente) |       | 12 (2022)       |
|      | LIVRE                                            | L       | 2014  | 2019     | (presente) |       | 1 (2019 e 2022) |
|      | Partido da Terra                                 | MPT     | 1993  | 2005     | 2009       |       | 2 (2005)        |
|      | Partido Popular Monárquico                       | PPM     | 1974  | 1979     | 1983       |       | 6 (1980)        |
|      | Intervenção Democrática                          | ID      | 1987  | 1987     | 1988       |       | (a) 2 (1987)    |
|      | Movimento Democrático Português                  | MDP/CDE | 1969  | 1975     | 1987       | 1994  | 5 (1975)        |
|      | União Democrática Popular                        | UDP     | 1974  | 1975     | 1983       | 2005  | 1 (1975)        |
|      | União da Esquerda para a Democracia Socialista   | UEDS    | 1978  | 1980     | 1985       | 1986  | 4 (1980)        |
|      | Acção Social Democrata Independente              | ASDI    | 1980  | 1985     | 1985       | 1985  | (b) 32 (1979)   |
|      | Partido Renovador Democrático                    | PRD     | 1985  | 1985     | (c) 1990   | 2000  | 45 (1985)       |
|      | Partido da Solidariedade Nacional                | PSN     | 1990  | 1991     | 1995       | 2006  | 1 (1991)        |
|      | Associação para a Defesa dos Interesses de Macau | ADIM    | 1974  | 1975     | 1976       | 1999  | 1 (1975)        |

Notas:
- ↑(a)  Em 1987 a Intervenção Democrática elegeu dois deputados independentes pela CDU - Coligação Democrática Unitária, João Corregedor da Fonseca.[6] e Raúl Castro,[7] tendo constituído um agrupamento parlamentar na V Legislatura, até julho de 1988[8].
- ↑(b)  Em Julho de 1979, 32 deputados do PPD constituíram o Agrupamento de deputados Sociais-Democratas Independentes.
- ↑(c)  O PRD constituiu grupo parlamentar até dezembro de 1990.

## Assembleia Legislativa dos Açores
| Nome | Nome                        | abrev.  | fund. | 1.ª rep. | últ. rep.  | diss. | máx. rep. |
| ---- | --------------------------- | ------- | ----- | -------- | ---------- | ----- | --------- |
|      | Bloco de Esquerda           | B.E.    | 1999  | 2008     | (presente) |       | 2 (2008)  |
|      | Partido Comunista Português | PCP     | 1974  | 1984     | 2016       |       | 2 (2000)  |
|      | Partido Socialista          | PS      | 1974  | 1976     | (presente) |       | 31 (2004) |
|      | Partido Social Democrata    | PPD/PSD | 1974  | 1976     | (presente) |       | 30 (1980) |
|      | CDS – Partido Popular       | CDS–PP  | 1976  | 1976     | (presente) |       | 5 (2008)  |
|      | Partido Popular Monárquico  | PPM     | 1974  | 2008     | (presente) |       | 1 (2008)  |
|      | Pessoas–Animais–Natureza    | PAN     | 2011  | 2020     | (presente) |       | 1 (2020)  |
|      | CHEGA!                      | CH      | 2019  | 2020     | (presente) |       | 2 (2020)  |
|      | Iniciativa Liberal          | IL      | 2017  | 2020     | (presente) |       | 1 (2020)  |

## Assembleia Legislativa da Madeira
| Nome | Nome                              | abrev.  | fund. | 1.ª rep. | últ. rep.  | diss. | máx. rep. |
| ---- | --------------------------------- | ------- | ----- | -------- | ---------- | ----- | --------- |
|      | Bloco de Esquerda                 | B.E.    | 1999  | 2004     | 2019       |       | 2 (2015)  |
|      | Partido Comunista Português       | PCP     | 1921  | 1980     | (presente) |       | 2 (1996)  |
|      | Partido Socialista                | PS      | 1973  | 1976     | (presente) |       | 19 (2019) |
|      | Pessoas–Animais–Natureza          | PAN     | 2011  | 2011     | 2015       |       | 1 (2011)  |
|      | Partido Social Democrata          | PPD/PSD | 1974  | 1976     | (presente) |       | 44 (2004) |
|      | CDS – Partido Popular             | CDS–PP  | 1974  | 1976     | (presente) |       | 9 (2011)  |
|      | Partido da Terra                  | MPT     | 1993  | 2007     | 2015       |       | 1 (2007)  |
|      | Juntos pelo Povo                  | JPP     | 2015  | 2015     | (presente) |       | 5 (2015)  |
|      | Partido Trabalhista Português     | PTP     | 2009  | 2011     | 2019       |       | 3 (2011)  |
|      | Nova Democracia                   | PND     | 2003  | 2007     | (d) 2015   | 2015  | 1 (2007)  |
|      | União Democrática Popular         | UDP     | 1974  | 1976     | 2000       | 2005  | 3 (1988)  |
|      | Partido da Solidariedade Nacional | PSN     | 1990  | 1992     | 1996       | 2006  | 1 (1992)  |

Notas:
- ↑(d)  Em 2015, o deputado Gil Canha passa à condição de independente com a extinção do partido[10].

## Parlamento Europeu
| Nome | Nome                            | abrev.  | fund. | 1.ª rep. | últ. rep.  | diss. | máx. rep.    | Grupo no Parlamento Europeu                       |
| ---- | ------------------------------- | ------- | ----- | -------- | ---------- | ----- | ------------ | ------------------------------------------------- |
|      | Bloco de Esquerda               | B.E.    | 1999  | 2004     | (presente) |       | 3 (2009)     | Esquerda Unitária Europeia/Esquerda Nórdica Verde |
|      | Partido Comunista Português     | PCP     | 1921  | 1987     | (presente) |       | 3 (1987)     | Esquerda Unitária Europeia/Esquerda Nórdica Verde |
|      | Partido Ecologista "Os Verdes"  | PEV     | 1982  | 1989     | 1994       |       | 1 (1989)     | Verdes/Aliança Livre Europeia                     |
|      | Partido Socialista              | PS      | 1973  | 1987     | (presente) |       | 12 (1999)    | Aliança Progressista dos Socialistas e Democratas |
|      | Pessoas–Animais–Natureza        | PAN     | 2011  | 2019     | 2020       |       | (e)1 (2019)  | Verdes/Aliança Livre Europeia                     |
|      | Partido Social Democrata        | PPD/PSD | 1974  | 1987     | (presente) |       | 10 (1987)    | Grupo do Partido Popular Europeu                  |
|      | CDS – Partido Popular           | CDS–PP  | 1974  | 1987     | (presente) |       | 4 (1987)     | Grupo do Partido Popular Europeu                  |
|      | Partido da Terra                | MPT     | 1993  | 2014     | 2019       |       | (f) 2 (2014) | Grupo do Partido Popular Europeu                  |
|      | Partido Democrático Republicano | PDR     | 2015  | 2015     | 2019       |       | (g) 1 (2015) | Aliança dos Liberais e Democratas pela Europa     |
|      | Partido Renovador Democrático   | PRD     | 1985  | 1987     | 1994       | 2000  | (h) 1 (1987) | Aliança Democrática Europeia                      |

Notas:
- ↑(e)  Em Junho de 2020, Francisco Guerreiro, deputado eleito, anunciou a rutura com o PAN por "divergências políticas" com a direção do partido, mas mantém o seu lugar como deputado europeu, mantendo-se também no mesmo grupo no Parlamento Europeu.[12]
- ↑(f) Em Setembro de 2014, Marinho e Pinto, deputado eleito, anunciou a rutura com o MPT, tendo o partido pedido a perda de mandato.
- ↑(g) Após a rutura com o MPT, Marinho e Pinto, deputado eleito, anunciou a criação do seu partido, o PDR.
- ↑(h) Nas eleições de 1989, 1 eurodeputado do PRD foi eleito nas listas do PS.